# Мироче
Мироче (алб. Miraçë) насеље је у општини Вучитрн на Косову и Метохији. Према попису становништва на Косову 2011. године, село је имало 10 становника, већину становништва чине Албанци.

## Географија
Село је на падини Копаоника, на реци Трстенки, код ушћа једне леве приточице (потока). Село је збијеног типа. Као мало насеље не дели се на махале.

## Историја
Село нема старина, али у селу се одржао један стариначки род. Како, међутим, село нема своје гробље, већ се њихово становништво „одувек“ сахрањује у гробљу суседног села Гојбуље (удаљене 1 км), то изгледа да је оно пре расељења старе Гојбуље чинило њен одвојени део.

## Порекло становништва по родовима
- Анђелковићи (4 куће, Свети Никола) старинци.
- Ћосићи (4 куће, Света Петка). Пресељени око 1885. из Невољана, из рода Ћосовића, који потиче из Ст. Колашина.

## Демографија
| Демографија | Демографија | Демографија |
| Година      | Становника  | Становника  |
| ----------- | ----------- | ----------- |
| 1948.       | 78          |             |
| 1953.       | 97          |             |
| 1961.       | 81          |             |
| 1971.       | 83          |             |
| 1981.       | 64          |             |
| 1991.       | 55          |             |
| 2011.       | 10          |             |